# Gyilkos kitérő
A Gyilkos kitérő (eredeti cím: Detour) 2016-os brit–dél-afrikai filmthriller amelyet Christopher Smith írt és rendezett. A főbb szerepekben Tye Sheridan, Stephen Moyer, Emory Cohen, Bel Powley, John Lynch, Gbenga Akinnagbe és Reine Swart látható.
Az Amerikai Egyesült Államokban 2017. január 20-án mutatta be a Magnolia Pictures.

## Cselekmény
Harper egyetemi joghallgató azt gyanítja, hogy erőszakos mostohaapja, Vincent felelős az autóbalesetért, amely miatt édesanyja kómába esett. Egy este, amikor Harper egy Los Angeles-i lepukkant whisky bárban próbálja a bánatát fojtani, felkeresi egy Johnny Ray nevű rámenős senki, aki 20 000 dollárért vállalja, hogy elintézi a „problémát”, azaz a mostohaapját. Harper dühösen, bosszúra szomjazva és alkoholtól fűtve belemegy az üzletbe, és az este hátralévő részét Johnny Rayjel töltve feleseket iszik.
Másnap reggel Harper másnaposan ébred, és megtalálja anyja végrendeletét, amelyet mostohaapja meghamisított. Amikor Harper szembeszáll mostohaapjával, verekedés alakul ki, és Vincentet megölik. Miután a holttestet a garázs csomagtartójába rakja, Ray bekopogtat az ajtaján Cherryvel. Harperrel együtt akar Las Vegasba autózni. Harper elmagyarázza, részeg volt, és nem tudta, mit tett és mondott előző este. Ray azonban ragaszkodik az alku betartásához, és Harper hamar rájön, nem úszhatja meg ilyen könnyen a dolgot. Harpernek sikerül Rayre kenni a mostohaapja meggyilkolását. Míg Ray börtönbe kerül, Harper Cherryvel Mexikóba menekül.

## Szereplők
| Szerep         | Színész          | Magyar hang     |
| -------------- | ---------------- | --------------- |
| Harper         | Tye Sheridan     | Előd Álmos      |
| Vincent        | Stephen Moyer    | Lux Ádám        |
| Johnny Ray     | Emory Cohen      | Szabó Máté      |
| Cherry         | Bel Powley       | Vadász Bea      |
| Frank          | John Lynch       | Végh Péter      |
| Paul           | Jared Abrahamson | Dékány Barnabás |
| Michael        | Gbenga Akinnagbe | Welker Gábor    |
| Claire Wiseman | Reine Swart      | Sallai Nóra     |

### Magyar változat
- Főcím: Nagy Sándor
- Magyar szöveg: Laki Mihály
- Hangmérnök: Nemes László
- Vágó: Kajdácsi Brigitta
- Gyártásvezető: Kablay Luca
- Szinkronrendező: Marton Bernadett

A szinkront a Mafilm Audio Kft. készítette el.

## Bemutató
A filmet 2016. április 16-án mutatták be a Tribeca Filmfesztiválon. 2016. május 14-én a Magnet Releasing megvásárolta a film forgalmazási jogait, és 2017. január 20-án megjelent az Amerikai Egyesült Államokban.

## Fogadtatás

### Bevételi adatok
A Gyilkos kitérő az Amerikai Egyesült Államokban és Kanadában 1788 dollárt, más területeken 5812 dollárt hozott, ami világszerte 7600 dolláros összbevételt eredményezett, emellett 374 237 dollárt gyűjtött a házi videós eladásokból.

### Kritikai visszhang
A Rotten Tomatoes weboldalon 63%-os értékelést kapott 32 kritika alapján, az átlagos értékelése 6 pont a 10-ből. A Metacritic oldalán 100-ból 46 pontot kapott (7 kritika alapján), ami „vegyes vagy átlagos értékelést” jelent.